# The Team (группа)
The Team — хип-хоп группа из Окленда, Калифорния. В состав группы входит четыре эмси: Clyde Carson, Mayne Mannish, Kaz Kyzah и Nyle Parrish. Группа, как и её участники в сольном творчестве, исполняет в направлении хип-хопа Западного побережья, а именно в хайфи стиле, демонстрируя его разнообразие в битах. Группа наиболее известна своими хитами «It’s Gettin' Hot» (2004) and «Hyphy Juice (В том числе и ремикс версией)» (2006). The Team также обрела популярность в конце 2005 года после выпуска синглов «Just Go» и «Bottles Up», которые вошли в их новый на тот момент альбом World Premiere, который занял 95-е место в чарте Billboard Top Independent Albums. Они также известны своей песней «Slow Down», которая появилась на внутриигровом радио в видеоигре Grand Theft Auto V 2013 года.
Участник группы Clyde Carson выделяется и как сольный исполнитель. Он выпустил множество синглов, включая «Secret Lover», «Tuk Spot», and «Pour Up», и появился в гостевом участии у таких рэперов, как Andre Nickatina, E-40, Baby Bash, Roach Gigz, The Game и Too $hort.

## Дискография
- 2002: Beyond The Glory (перевыпущен в 2004 году как The Preseason)
- 2004: The Negro League
- 2006: World Premiere
- 2012: Hell of A Night EP
- 2016: Hell of A Night 2

### Сольная дискография
Clyde Carson
- 2001: The Story Vol. 1
- 2007: Doin' That EP
- 2009: Bass Rock EP
- 2012: Something to Speak About
- 2014: Playboy EP

Kaz Kyzah
- 2006: The Go-Fessional
- 2007: Kyzah Kollection

Mayne Mannish
- 2015: «Guilty Pleasure»